# Rebecca MacKinnon

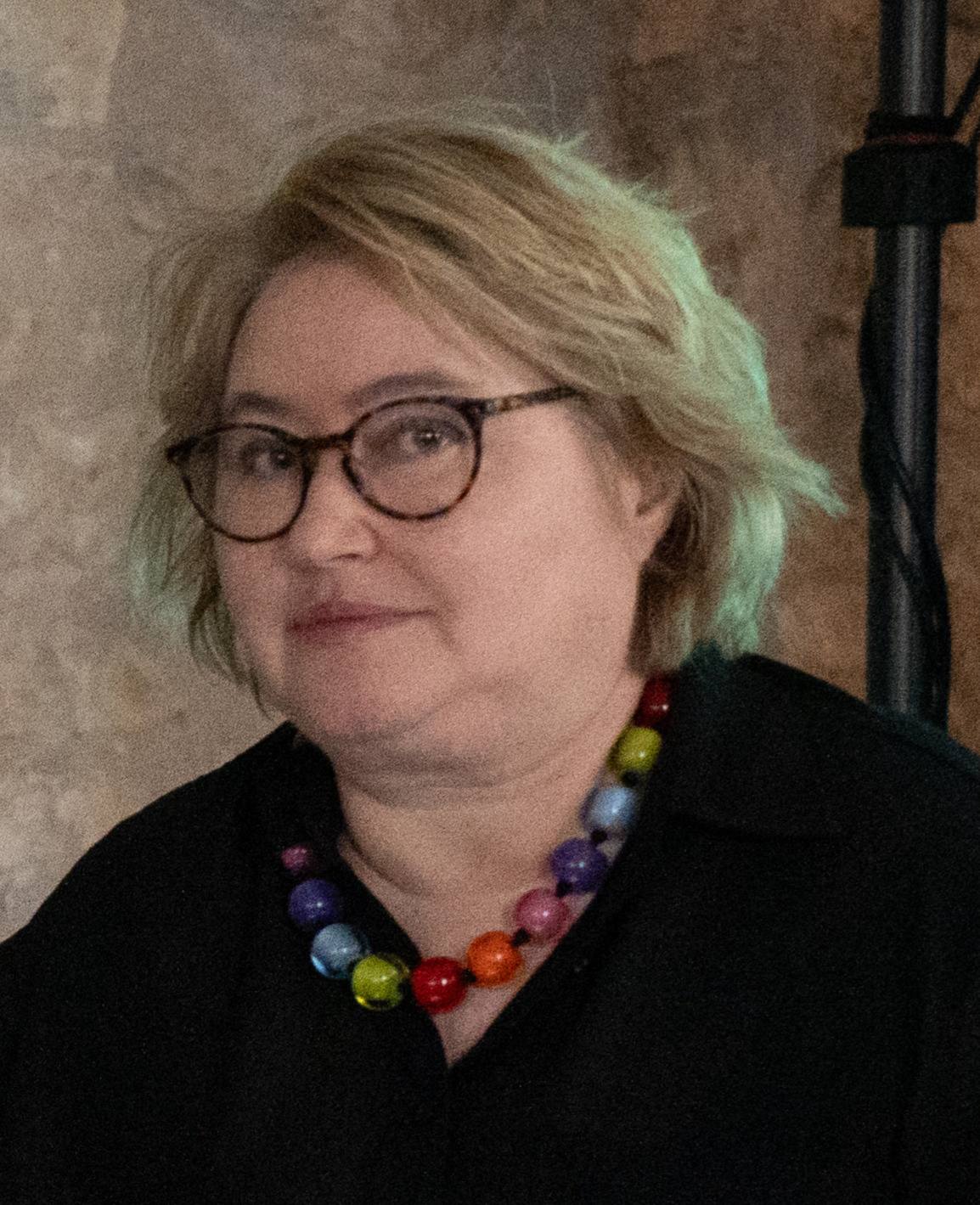
Rebecca MacKinnon (2025)

Rebecca MacKinnon (* 16. September 1969 in Berkeley, Kalifornien) ist eine US-amerikanische Autorin, Internetaktivistin und Mitgründerin von Global Voices Online. Seit 2021 leitet sie die politische Interessenvertretung der Wikimedia Foundation. 

## Leben
MacKinnon ist Absolventin der Harvard University, wo sie 1991 einen B.A. in Government mit der Auszeichnung magna cum laude erwarb. Nach ihrem Studium reiste sie als Stipendiatin der Fulbright-Stiftung nach Taiwan, wo sie auch für Newsweek arbeitete.
Sie war CNN-Journalistin und leitete das CNN-Büro in Peking und später in Tokio. MacKinnon sitzt im Vorstand der Global Network Initiative und des Committee to Protect Journalists. Von 2007 bis 2012 war sie zudem im Beirat der Wikimedia Foundation. Zuletzt war MacKinnon Bernard L. Schwartz Fellow im US-amerikanischen Think Tank New America Foundation.

## Buch Consent of the Networked
2012 veröffentlichte MacKinnon ihr Buch Consent of the Networked: The Worldwide Struggle For Internet Freedom. In einem Interview zu ihrem Buch mit dem Magazin The Atlantic sagte MacKinnon:
"Wir können nicht davon ausgehen, dass sich das Internet automatisch in eine Richtung entwickelt, die mit der Demokratie vereinbar ist. Es hängt davon ab, „wie“ die Technologie strukturiert, reguliert und genutzt wird. Regierungen und Firmen arbeiten aktiv daran, das Internet nach ihren Bedürfnissen zu gestalten. Die tückischsten Situationen entstehen, wenn Regierungen und Firmen ihre Macht über die selben Menschen, fern von jeglicher Kontrolle bündeln. Deshalb bin ich überzeugt: wenn wir, das Volk, nicht aufwachen und uns für den Schutz unserer Rechte und Interessen im Internet einsetzten, dann dürfen wir nicht überrascht sein, wenn wir eines Tages aufwachen und diese Rechte „wegprogrammiert“, „wegreguliert“ und ausverkauft wurden."